# 堀田純司
堀田 純司（ほった じゅんじ、1969年3月8日 -  ）は、日本の作家・編集者。

## 来歴
大阪府出身。桃山学院高等学校を中退した後、大学入学資格検定を経て上智大学文学部ドイツ文学科卒業。在学中より編集者として働きはじめ、後に自身の著作を発表するようになる。

## 企画・編集
編集者としては榎本俊二の漫画である『えの素』のトリビュート単行本『えの素トリビュート』、吉田戦車の『吉田自転車』ほかエッセイ3部作、『機動戦士ガンダム』を製作したクリエーターに取材した『ガンダム者　ガンダムをつくった男たち』、大学生協の職員白石さんとお客さんの心あたたまるやりとりを収録し、93万部のベストセラーとなった『生協の白石さん』などを企画編集している。

## 著書
堀田の作品は神話や民俗学など広く文献を引用しつつ、日本のオタク文化を掘り下げた『萌え萌えジャパン』（講談社、2005年）、本田透との共著『自殺するなら引きこもれ』（光文社、2007年）、心と脳とコンピューターが融合する哲学的な領域に取材した『人とロボットの秘密』（講談社、2008年）、映画の場面を再現し、その社会的な背景について考察した『自分でやってみた男』（講談社、2009年）、哲学入門書『僕とツンデレとハイデガー』（講談社、2011年）などがある。オタク文化ムック『メカビ』ではスーパーバイザーとして参加し、対談のほか小説も執筆していた。
- 『萌え萌えジャパン　二兆円市場の萌える構造』（2005年、講談社）
- 『ガイナックス・インタビューズ』（2005年、講談社、ガイナックスと共著）
- 『自殺するなら、引きこもれ　問題だらけの学校から身を守る法』（2007年、光文社新書、本田透と共著）
- 『人とロボットの秘密』（2008年、講談社、装画むらかわみちお）
- 『自分でやってみた男』（2009年、講談社アフタヌーン新書）
- 『スゴい雑誌　「業界誌」の底知れない魅力』（2010年、講談社文庫）
- 『肉食と草食の日本史』（2011年、中央アート出版社、本郷和人、大竹直子と共著）
- 『僕とツンデレとハイデガー』（2011年、講談社、装画小路あゆむ）
- 『オッサンフォー』（2012年、講談社、装画森恒二）

### 漫画原作
本名のほか早芽野うるて名義で執筆。
- 『リア充なんか怖くない』（2014年、一迅社、漫画:六堂秀哉）
- 『まんがでわかる 妻のトリセツ』（2019年、講談社、漫画:井上菜摘、原作:黒川伊保子）

## 電子書籍
2010年6月、堀田は瀬名秀明、桜坂洋らとともに電子書籍「AiR （エア）」を刊行し、文芸作家のみならず東京大学の歴史学者・本郷和人、慶應義塾大学大学院システムデザイン・マネジメント研究科・前野隆司らアカデミズムやデジタルメディアの記者、漫画家など広範なジャンルの書き手を集め、出版社を介さずに電子書籍を公開して各メディアで注目を集めた。「電子書籍の持つ可能性を実践」「雑誌の復権」を試みたこの企画で「編集係」を担当する。
同誌では堀田も「1969　バブル世代に生まれて」というノンフィクションを執筆している。
また堀田は朝日新聞の取材に対し、この試みが先行版の売り上げで採算ラインを超えたことを明らかにした。
講談社が運営する電子雑誌『BOX-AiR』など他の電子書籍にも積極的に協力している。